# William Jessop
William Jessop (23 de gener del 1745 – 18 de novembre del 1814) fou un enginyer civil anglès, conegut sobretot pel seu treball en canals, ports i primers ferrocarrils a finals del segle xviii i principis del XIX.

## Projectes d'enginyeria
- El Aire and Calder Navigation
- El Calder and Hebble Navigation (1758–1770)
- El Caledonian Canal
- El Ripon Canal (1767)
- El Chester Canal (maig 1778) com a contractista amb James Pinkerton[4]
- El Barnsley Canal (1792–1802)
- El Grand Canal of Ireland entre el riu Shannon i Dublín (1773–1805)
- El Grand Junction Canal (1793–1805), més tard part del Grand Union Canal
- El Cromford Canal, Derbyshire/Nottinghamshire
- El Nottingham Canal (1792–1796)
- El River Trent Navigation
- El Grantham Canal (1793–1797), el primer canal anglès totalment dependent d'embassaments pel seu subministrament d'aigua
- Enginyer de l'Ellesmere Canal (1793–1805); disseny detallat emprès per Thomas Telford
- El Rochdale Canal (1794–1798)
- El Sleaford Navigation (1794)
- Els molls de West India i el canal d'Isle of Dogs, Londres (1800–1802); John Rennie fou assessor en el projecte dels molls
- El Surrey Iron Railway, enllaçant Wandsworth i Croydon (1801–1802), es pot dir que va ser el primer ferrocarril públic del món —tot i que era de tracció de cavalls[4]
- El 'Port Flotant' a Bristol (1804–1809)[1]
- El Kilmarnock and Troon Ferrocarril (1807–1812; el primer ferrocarril a Escòcia autoritzat per un Act of Parliament)
- Ports a Shoreham-by-Sea i Littlehampton, West Sussex[5]